# ラッキー・ブルー・スミス
ラッキー・ブルー・スミス（Lucky Blue Smith、1998年6月4日 - ）は、アメリカ合衆国の男性ファッションモデル。ユタ州スパニッシュフォーク出身。
プラチナブロンドヘアーの持ち主で、インスタグラムをきっかけに世界中で人気となった。トム・フォードやカルバン・クラインなどの広告キャンペーンに登場している。
姉であるパイパー・アメリカ、デイジー・クレメンタイン、クイーン・スターリーと共にサーフロックバンド「ジ・アトミックス」を結成している。